# Albert Richard Sendrey
Albert Richard Sendrey, auch Albert Richard Szendrei, (* 26. Dezember 1911 in Chicago; † 18. Mai 2003 in Woodland Hills (Los Angeles)) war ein amerikanischer Komponist, Dirigent und Arrangeur österreichisch-ungarischer Herkunft. Sendrey ist Sohn des in Ungarn geborenen Komponisten, Dirigenten und Musikwissenschaftlers Alfred Sendrey. Seine Mutter Eugenie (Geburtsname: Eugenie Weisz) wirkte als Sopranistin an der Wiener Staatsoper unter Gustav Mahler.

## Leben und Werk
Sendrey wurde 1911 während der Theaterkapellmeisterzeit seines Vaters in Chicago in eine Musikerfamilie hinein geboren. Er lernte bei seinem Vater und studierte an den Konservatorien von Leipzig und Paris sowie am Trinity College of Music in London. Er war Schüler von Albert Coats, John Barbirolli und Henry Geehl. Von 1935 bis 1937 arbeitete er als Arrangeur für Filmgesellschaften in Paris und von 1937 bis 1944 in London.
Albert Sendrey floh um 1933 als Jude vor den Nationalsozialisten mit seiner Familie zunächst nach Paris. Durch den Überfall der Nationalsozialisten auf Frankreich im Mai und Juni 1940 musste die Familie weiter in die Vereinigten Staaten fliehen. Hier änderte sie ihren ungarischen Nachnamen „Szendrei“  auf die amerikanisierte Schreibweise „Sendrey“. Albert Sendrey ließ sich in Hollywood nieder.
Sendrey schrieb unter anderem das Ballett Danse d’odalisque, drei Symphonien, eine Oriental Suite for Orchester (1935), eine Toccata und eine Fuge für Orchester. Darüber hinaus schrieb er Kammermusik: Zwei Streichquartette, ein Duo für Horn und Viola, ein Divertimento für Violoncello, ein Concertino für Klavier. Sein Hauptarbeitsgebiet als Komponist waren Film- und Fernsehmusiken. Er schuf Filmmusiken wie The Yearling, A date with Judy, The three Musketeers und Fernsehmusiken wie Riverboat, Laramie, Bonanza. Weiterhin schrieb er für MGM Musicals wie Peter Pan (New York 1954) und New Faces of 1956. Zudem komponierte er spezielle Musik für Nachtclubs. Insgesamt komponierte, arrangierte und orchestrierte Sendrey die Musik zu circa 170 Film- und Fernsehproduktionen. Von 1956 bis 1964 arbeitete er auch als Pianist und Dirigent für den Popsänger und Schauspieler Tony Martin.